# Renée Sintenis

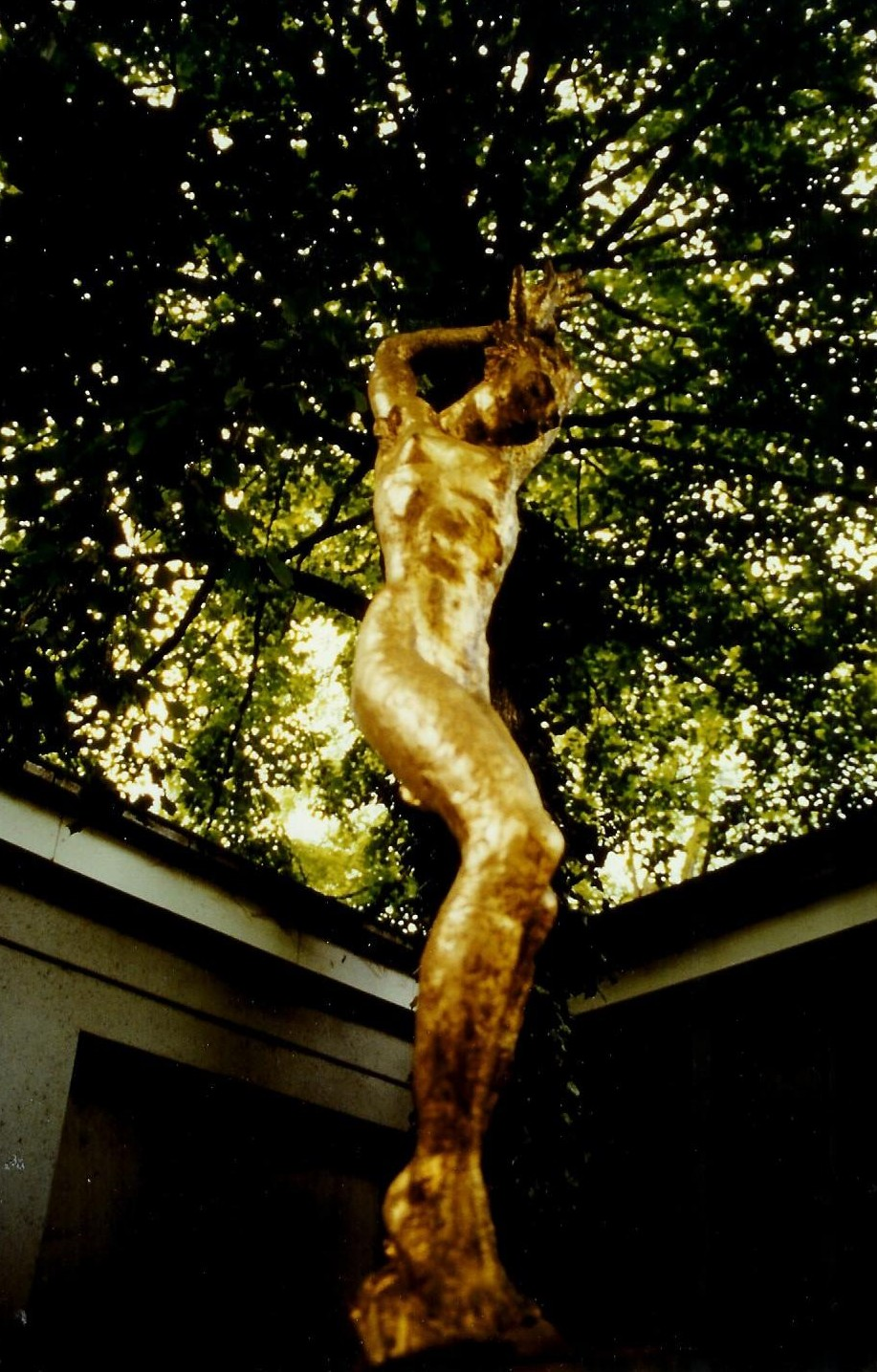
Dafne, Bürgergärten, Lübeck.

Renate Alice Sintenis, más conocida como Renée Sintenis (Glatz, 20 de marzo de 1888 - Berlín, 22 de abril de 1965), fue una escultora alemana, adscrita al expresionismo. Creó especialmente pequeñas esculturas de animales, desnudos femeninos y figuras de los deportes.
De familia de origen hugonote (Sintenis deriva de Saint-Denis), pasó su juventud en Neuruppin y Stuttgart, donde recibió su primeras lecciones de pintura. De 1907 a 1910 estudió escultura en el Museo de Artes Decorativas de Berlín (Kunstgewerbemuseums Berlin) con Wilhelm Haverkamp. Sin embargo, tuvo que suspender sus estudios para trabajar con su padre como secretaria. Pronto se independizó, y comenzó con la escultura a pequeña escala a partir de 1913, cosechando un gran éxito desde entonces. En 1917 se casó con el calígrafo y pintor Emil Rudolf Weiss. En la década de 1920 tuvo sus mayores éxitos. Su marchante, Alfred Flechtheim, presentó su trabajo en París y Nueva York. En 1931 se convirtió en la primera escultora admitida en la Academia de las Artes de Prusia.
En 1934, fue excluida por los nazis, por razones de origen racial, de la Academia de las Artes. Tras la muerte de su marido, en 1942, cayó en una profunda crisis. En 1945 su apartamento fue destruido, perdiendo todas sus pertenencias y gran parte de su trabajo. Desde 1947 trabajó como profesora en la Facultad de Bellas Artes de Berlín, y en 1955 fue incluida en la recién fundada Academia de las Artes de Berlín (Oeste). Su estatua Oso de Berlín (1957) es la utilizada actualmente para los premios otorgados a los ganadores del Festival Internacional de Cine de Berlín.